# Eriocaulon rouxianum
Eriocaulon rouxianum là một loài thực vật có hoa trong họ Eriocaulaceae. Loài này được Steud. mô tả khoa học đầu tiên năm 1855.